# Pöhler Gehege
Koordinaten: 54° 31′ 0,1″ N, 9° 30′ 0″ O
Das Pöhler Gehege (dänisch: Pøleskov, auch: Pøl hegn) ist ein zwischen der Stadt Schleswig und der Ortschaft Schuby (dän. Skovby, Walddorf) gelegenes Waldgebiet. Es grenzt im Osten unmittelbar an den Schleswiger Tiergarten. Das Gebiet ist von Laubwald geprägt und ist seit dem 20. Jahrhundert durch die A 7 und die B 76 zerschnitten. Am Rande des Geheges befindet sich eine Brauteiche. Durch das Waldgebiet führen mehrere Wanderwege.
Hier wie auch im angrenzenden Tiergarten fanden während des 1. Schleswigschen Krieges im April 1848 Gefechte zwischen dänischen und deutsch-schleswig-holsteinischen Truppen statt. Im 19. Jh. wurde im Torfmoor bei Königswille, einem Hof zwischen dem Pöhler Gehege und dem Tiergarten, eine Moorleiche gefunden. Zwischen den Niederungen des Pöhler Geheges und dem ehemaligen Dannewerker See verlaufen die inzwischen sehr stark verschleiften Wallzüge des sogenannten Alten Werkes (siehe hierzu: Danewerk).